# Software Freedom Law Center

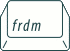
SFLCのロゴ。多くのキーボードに存在するコントロールキーのキートップにFreedomの頭字を振っている。

Software Freedom Law Center (SFLC) は、自由ソフトウェア/オープンソースソフトウェアを非営利的に開発する開発者のために、プロボノで法的代理人や関連するサービス提供を行う組織である。2005年2月にエベン・モグレンを代表者(議長; Chairman)として発足した。発足当初Open Source Development Labs(OSDL; 現Linux Foundation)は400万米ドルもの資金援助を約束していた。
発足に関するニュース記事より引用すると:
モグレンは、– 事実、計画として、– 当所所員を多く稼働させようと考えている。5年後には、当センターから20人、30人ほどの法曹関係者が生まれているのではないかと彼は予想している。本所からの移籍者が活動を開始する際には、モグレンは、そのようなメンバーがコミュニティそして企業も同様に支援するための専門知識を得ているだろうと期待している。また、それはメンバーが必要に応じてお互い協議を諮る緩やかな連帯を形成するとも考えられている。

## GPLバージョン3
SFLCは、主な依頼組織の1つであるフリーソフトウェア財団(Free Software Foundation; FSF)が、2005年から2007年にかけて草稿作成と策定作業に係る公開討論を行ったGNU General Public License(GNU GPLもしくは慣例的にGPL)バージョン3(GPLv3)の策定過程の全てにおいて、FSFの法的な代理人を務めており、またその助言を行っている。FSF代表(President)のリチャード・ストールマンと共に、SFLC理事(Director)のエベン・モグレン、当時SFLC顧問(Counsel)だったリチャード・フォンタナ(Richard Fontana)は、GPLv3、GNU Lesser General Public License(GNU LGPL)v3そしてGNU Affero General Public License(FSF版のAffero General Public License; GNU AGPL)の主要著作者となっている。

## BusyBoxの著作権侵害訴訟
2007年から2008年にかけ、SFLCは、原告であるBusyBoxソフトウェアの主要開発者、エリック・アンダーセン(Erik Andersen)とロブ・ランドリー(Rob Landley)の代理人として、BusyBoxの著作権侵害に対する一連の訴状を被告それぞれに送付した。これら訴訟は"GNU General Public Licenseバージョン2"(GPLv2)に対する侵害事例であると主張している。
2007年9月20日、SFLCはMonsoon Multimedia, Inc.が、同社の製品"Monsoon Multimedia HAVA"の製造ラインにて、BusyBoxのコードを組み込んでいるにもかかわらず、BusyBoxのソースコードを公開していないため、GPLv2のライセンス条項に違反しているとして提訴した。これは米国の法廷にてGPL違反について争われた初のケースであると言われている。2007年10月30日、SFLCは、MonsoonがGPLに従うことそして原告へ和解金を支払うという和解案に合意したとのプレスリリースを発表した。
2007年11月20日、SFLCは、Xterasys CorporationとHigh-Gain Antennas, LLCに訴状を送った。2007年12月17日、SFLCは、XterasysがGPLのもと完全なソースコードを公開し、（その額は公表されていないが、）原告に和解金を支払うまでは製品の出荷を停止する旨の和解に至った。High-Gain Antennasに対する訴訟は2008年3月6日に、同じく、GPLに従いソースコードを公開し、また非公表の和解金を原告に支払うとの和解に合意した。
2007年12月7日、SFLCはベライゾン・コミュニケーションズ(Verizon Communications, Inc.)を提訴した。提訴理由は、同社が販売する光ファイバーの帯域調整サービスVerizon FiOSがバンドルされている、Actiontec MI424WR MoCA ワイヤレスルーターに、BusyBoxを組み込んでいるにもかかわらず、対応するソースコードを同製品の顧客に提供していなかった、このためBusyBoxの配布許諾条件である、GPLv2の条項に違反しているという点である。2008年3月17日、GPLに従い、原告に非公表の和解金を支払う旨の和解が成立したとの発表があった。
2008年6月10日、SFLCは、Bell Microproducts, Inc.とSuper Micro Computer, Inc.を提訴したと発表した。
2009年12月14日、SFLCは、ベスト・バイ、サムスン、ウェスティングハウスを含む14社を提訴したと発表した。訴状内容は、当該企業が自社製品のいくつかに、BusyBoxを組み込んでおきながら、そのソースコードを公開しなかったためBusyBoxの配布に係るGPLv2のライセンス条項に違反するというものである。原告はSoftware Freedom Conservancy(SFC)であり、SFLCはその法的代理人である。被告の一人であるウェスティングハウスは裁判に欠席したため、原告の訴えが全て認められており、被告のウェスティングハウスに対し、BusyBoxを組み込んでいる製品の頒布差止と総額90,000ドルの損害賠償金および訴訟費用の支払命令が下された。

## シスコに対する訴訟
2008年12月11日、SFLCは、シスコシステムズを提訴したと発表した。この訴訟は原告のFSFの代理で提訴しており、FSFによる提訴が開始されたものとしては初となる。

## 所員
2011年11月現在、SFLCには以下の所員（スタッフ）が所属している:
- エベン・モグレン - 理事・顧問（Director-Counsel）
- ミシー・チャウダリー（Mishi Choudhary） - 国際的計画担当理事（Director of International Programs）。以前は一般顧問（Counsel）だった。
- ジェームズ・ヴァシレ（James Vasile） - 顧問（Counsel）
- アーロン・ウィリアムソン（Aaron Williamson） - 顧問（Counsel）
- ジャスティン・C・コランニノ（Justin C. Colannino） - 顧問（Counsel）
- イアン・サリヴァン（Ian Sullivan） -  幹事（Executive Secretary）

### 元所員
- リチャード・フォンタナ - 顧問（Counsel）
- ジム・ギャリソン（Jim Garrison） - 広報調整役（Public Relations Coordinator）
- ブラッドリー・M・クーン - ポリシー・アナリストならびに技術理事（Policy Analyst and Technology Director）
- マット・ノーアウッド（Matt Norwood） - 顧問（Counsel）
- ダニエル・ラヴィチャー（英語版） - 法務理事（Legal Director）
- カレン・M・サンドラー（Karen M. Sandler） - 首席顧問（General Counsel）
- レイチェル・A・ウィーナー（Rachel A. Wiener） - 事務管理（Office Manager）

## 理事会
2011年8月時点での、SFLCの理事会は以下のメンバーで構成されている:
- エベン・モグレン - 理事長（議長、Chairman）
- フィリップ・エイグレイン（Philippe Aigrain）
- ダイアン・M・ピーター（Diane M. Peters）
- マーク・ウェビンク

## 活動
- Free Software Law Center adds Wine to client list - SFLCの顧客にMicrosoft Windows APIの実装であるWineプロジェクトが加わる。
  - SFLCが顧客リストにWineを追加 - 上記の翻訳記事。OSDN Magazine提供。
- Software Freedom Law Center to represent the Wine project - 同プレスリリース。詳細は、Wineの記事を見よ。
- X.Org Foundation Hires Software Freedom Law Center - X.Org Foundationが顧客に加わる。
- Software Freedom Law Center Adds Plone Foundation as Newest Client Plone財団が顧客に追加される。詳細は、Ploneの記事を見よ。